# Roy Nader
Roy Charbel Nader, född 15 juli 1987 i Boxholm, är en svensk kock, matinfluencer, youtuber och krögare.

## Biografi
Nader föddes i Boxholm men flyttade till Stockholmsområdet vid tio års ålder och växte upp i Jakobsberg i Järfälla kommun. Hans far är från Libanon medan hans mor är svensk. Före Sveriges mästerkock arbetade Nader som fiskhandlare.
År 2020 deltog Nader i matlagningsprogrammet Sveriges mästerkock på TV4 där han hamnade på sjunde plats. Han startade sin Youtubekanal 2020 och har sedan dess genererat över 25 miljoner visningar totalt. Kanalen räknades 2023 som en av Sveriges största Youtubekanaler inom matlagning i en undersökning av Medieakademin.
År 2024 öppnade Nader sin första krog, Foni, i Torrevieja i Spanien. År 2025 öppnade han tillsammans med krögaren Ninos Afram krogen Dersch på Tulegatan 22 i Vasastan i Stockholm.